# Limfom angioimunoblastic cu celule T
Limfomul angioimunoblastic cu celule T este un neoplasm al celulelor T mature, întâlnit în general la adulții de vârstă mijlocie și înaintată. Face parte din categoria limfoamelor non-Hodgkin agresive, având o incidență scazută în rândul populației.

## Morfologie
Attygalle et al. au descris trei clase de modele structurale histologice, partial suprapuse, caracteristice acestui tip de neoplasm. Arhitecturile acestor clase sunt asociate cu un număr crescând de celule T neoplastice, CD10 pozitive, care diseminează de la o localizare intra- și peri-foliculară (clasa I) către o distribuție din ce în ce mai difuză (clasele II și III). Progresia temporală a bolii pare să fie corelată cu cresterea numărului de astfel de celule neoplastice și cu tranziția de la clasa I către clasele II și III.
Fiecare dintre cele trei clase amintite mai sus poate fi caracterizata succint astfel:
1. Clasa I: Arhitectura ganglionilor limfatici este în mare parte conservată. Foliculi hiperplazici de celule B sunt inconjurați de un paracortex mărit, conținând un infiltrat polimorfic de limfocite, limfoblaști mari modificați, celule plasmatice, macrofage și eozinofile, având o rețea vasculară proeminentă. Celulele dendritice foliculare (FDC) au o expansiune redusă sau inexistentă în afara foliculilor.
2. Clasa II: Este caracterizată de pierderea structurii normale a ganglionilor limfatici cu excepția prezenței ocazionale a unor foliculi in regresie/epuizați. La imunocolorare se observă proliferarea celulelor dendritice foliculare în afara foliculilor. Restul ganglionului prezintă  un infiltrat poliform și o proliferare vasculară similară cu cea din cazul clasei I.
3. Clasa III: Structura normală a ganglionilor limfatici este complet ștearsă. Celulele dendritice foliculare prezintă o evidentă proliferare neregulată perivasculară, o proliferare vasculară extensivă și un infiltrat polimorfic difuz, similar cu cel observat pentru clasele I și II.

## Analiză moleculară
Cu ajutorul noilor tehnici de secvențiere genetică, au fost identificate frecvente mutații ale RHOA și regulatorilor epigenetici TET2, IDH2 și DNMT3A, însă genetica acestui tip de limfom ramane in continuare puțin cunoscută.